# Brygada Zagłębiowska GL PPS

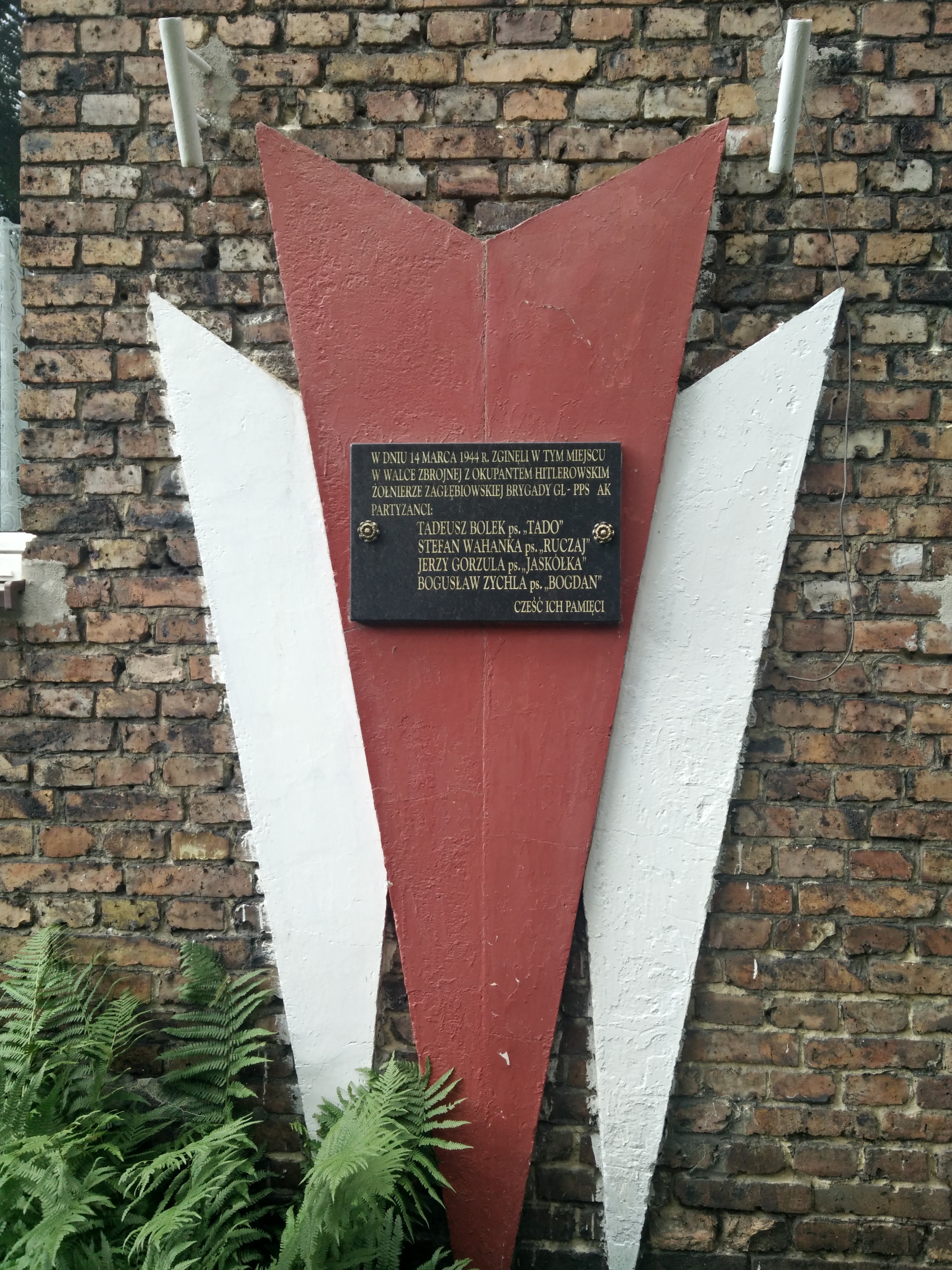
Tablica upamiętniająca poległych na kwaterze w Sosnowcu partyzantów OP „Surowiec” Brygady Zagłębiowskiej GL PPS-AK

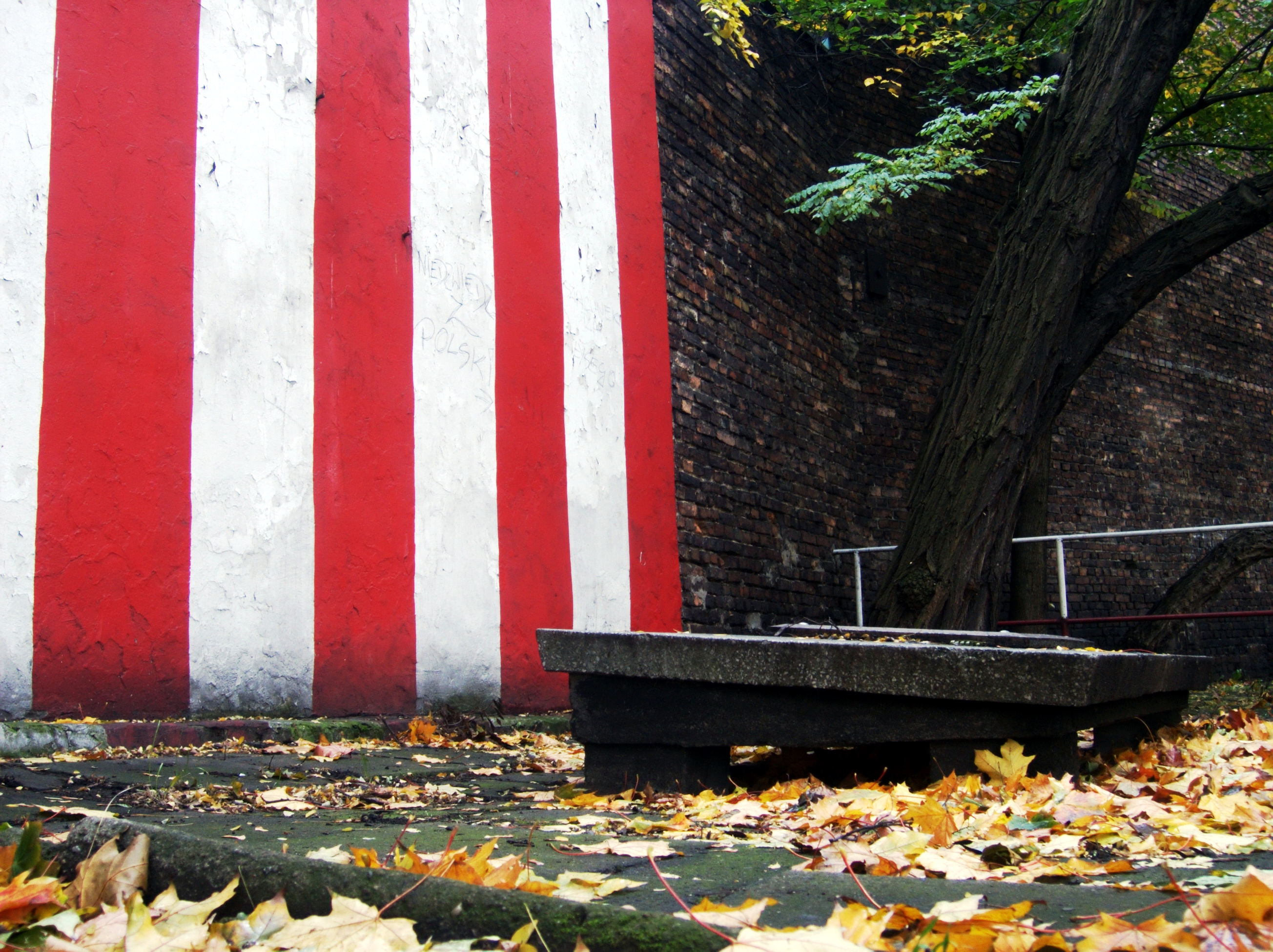
Teren przy ul. Floriańskiej w Sosnowcu, na którym powieszono pięciu konspiratorów GL PPS-AK

Brygada Zagłębiowska – działająca na terenie Zagłębia Dąbrowskiego największa jednostka Gwardii Ludowej PPS podczas II wojny światowej. W 1943 scalona z Armią Krajową.

## Historia
Zagłębie Dąbrowskie razem z Górnym Śląskiem było jednym z obszarów największej działalności podziemnej Polskiej Partii Socjalistycznej (w zachodniej Małopolsce i na Śląsku nie przyjęła się obowiązująca od października 1939 do maja 1944 konspiracyjna nazwa „Ruch Mas Pracujących Polski – Wolność Równość Niepodległość”). Ściśle współpracujące ze sobą Okręgi GL PPS Zagłębie, Śląsk i Cieszyn w sumie liczyły razem ok. 11 tys. ludzi, najsilniejsze zgrupowanie istniało w Zagłębiu i wynosiło 6008-6610 bojowników).
Formowanie w Zagłębiu struktur GL PPS rozpoczęło się od Sosnowca, siedziby kierownictwa Okręgu PPS-WRN i opierało się na systemie trójkowym: najniższą komórką organizacyjną była złożona z trzech osób sekcja, trzy sekcje tworzyły drużynę, trzy drużyny pluton a trzy plutony kompanie.  Wzrost stanu osobowego zagłębiowskiej konspiracji socjalistycznej spowodował formowanie większych jednostek, batalionów a następnie pułków. W latach 1941–1942 na terenie Zagłębia utworzone zostały cztery pułki: sosnowiecki, będziński, zawierciański i olkuskim, które złączono ze sobą w Brygadę Zagłębiowską GL PPS, na której czele stało dowództwo Okręgu Zagłębie.
Miejsko-przemysłowy rejon Zagłębia Dąbrowskiego i wschodniej części Górnego Śląska utrudniał działalność konspiracyjną GL PPS, przez to (oraz ze względu na środowiskowy charakter) brygada skupiała się przede wszystkim na działalności sabotażowo-dywersyjnej i wywiadowczej jak większość jednostek GL PPS w kraju. Największe utrudnienie stanowiło zaanektowanie w październiku 1939 Zagłębia przez III Rzeszę (z wyjątkiem wschodniej części ziemi olkuskiej z Kluczami i Wolbromiem) a co za tym idzie inny charakter polityki hitlerowskiej. Latem 1943, ze względu na działania niemieckiego aparatu bezpieczeństwa i policji, kierownictwo Okręgu Zagłębie zdecydowało się sformować na Jurze Krakowsko-Częstochowskiej, ze zdekonspirowanych zagłębiowskich i górnośląskich konspiratorów, oddział partyzancki przy 4 Pułku Olkuskim, któremu nadano kryptonim „Surowiec”. Początkowo operował on wyłącznie na zaanektowanej przez III Rzeszę części ziemi olkuskiej, z czasem przesunięto go do części okupowanej oraz na ziemię zawierciańską.
Chociaż już w 1941 kierownictwo polityczne PPS-WRN podjęło decyzję o podporządkowaniu swojego zbrojnego ramienia na zasadzie autonomii Związkowi Walki Zbrojnej akcja scaleniowa GL WRN (PPS) w terenie rozciągnęła się w czasie. W Zagłębiu Dąbrowskim oraz na Śląsku Górnym i Cieszyńskim doszło do niej dopiero latem 1943. Włączenie w skład Okręgu Śląsk Armii Krajowej trzech okręgów GL PPS okazało się cennym wzmocnieniem biorąc pod uwagę, min. wcześniejsze prawie całkowite rozbicie Obwodu Sosnowiec. W Inspektoracie Sosnowiec GL PPS stanowiła ok. 70% tamtejszych sił AK.  W wyniku akcji scaleniowej Brygada Zagłębiowska GL PPS stała się jednocześnie jednostką AK a OP „Surowiec” został w lutym 1944 podporządkowany odtwarzanej na potrzeby akcji „Burza” 23 Dywizji Piechoty.
Około 800 konspiratorów z Okręgu Zagłębie spotkały różne formy represji ze strony okupanta, a blisko 180 bojowników GL PPS poniosło śmierć. Brygada Zagłębiowska swoją działalność zakończyła w styczniu 1945, wraz z wyzwoleniem regionu.

## Skład

### Dowództwo brygady
Na czele Brygady Zagłębiowskiej GL PPS-AK stał jednoczesny komendant Okręgu Zagłębie GL PPS, kolejno byli nim:
- kpt./mjr inż. Cezary Uthke ps. „Cezary” (do grudnia 1943) – od lata 1943 jednocześnie  szef Wydziału Wojskowego i zastępcą dowódcy Okręgu Śląsk AK
- ppor./por. Lucjan Tajchman ps. „Wirt” (od grudnia 1943) – jednocześnie komendant Inspektoratu Sosnowiec AK

### 1 Pułk Sosnowiecki
Pułk w połowie 1944 liczył 763 ludzi a w sierpniu 1944 860.
Dowódca:
- por. Mieczysław Biłek ps. „Michał”
- Józef Musiał ps. „Wicek”

I batalion (Środula, Konstantynów, Sielec):
- Dowódcy: Alfons Solarz ps. „Bogusław” (aresztowany w 1942 roku), Władysław Plesiński ps. „Wiktor”
- 1 kompania: Stefan Kowalczewski ps. „Janusz”, Mierzejewski ps. „Szczupły”
- 2 kompania: Stanisław Strojniak ps. „Dzidka”
- 3 Kompania: Bolesław Górniak ps. „Witek”

II batalion „Budda” (Pogoń, Śródmieście, Stary Sosnowiec, Milowice):
- Dowódcy: Józef Musiał ps. „Wicek” (do sierpnia 1943),  Stanisław Piasecki ps. „Szczygieł”
- 1 kompania: Jan Bański ps. „Czarny Julek”
- 2 kompania: Antoni Lis ps. „Kuba”
- 3 kompania: Eugeniusz Gierczakowski ps. „Żbik”

III batalion (Dańdówka, Niwka, Modrzejów):
- Dowódcy: Bolesław Saniak ps. „Mirek”, Stefan Kućma ps. „Gustaw”
- 1 kompania: Stefan Wesołowski ps. „Jędrek”
- 2 kompania: Jan Wrzochal ps. „Jarosz”
- 3 kompania: Jan Smoliński ps. „Agaton”

### 2 Pułk Będziński
W połowie 1944 jego stan osobowy sięgnął ok. 2100 ludzi.
Dowódca:
- kpt. Czesława Konopkę-Kunickiego ps. „Kaszub”
- Franciszka Mielecha ps. „Semen”

Trzy bataliony: będziński, dąbrowski i kazimierski.

### 3 Pułk Zawierciański
Dowódcy:
- por. Józef Mazurek ps. „Kostek”
- Piotr Wierzbicki ps. „Jemioła”

Dwa bataliony: zawierciański i myszkowski.

### 4 Pułk Olkuski „Srebro”
Dowódca:
- por. Kazimierz Kluczewski ps. „Pijok”

Dwa bataliony: olkuski i kluczewski.

## Upamiętnienie
- płyta upamiętniająca śmierć pięciu konspiratorów GL PPS-AK 1 lutego 1944 (Sosnowiec, ul. Floriańska)[8]
- tablica upamiętniająca śmierć czterech partyzantów „Surowca” przebywający na kwaterze 14 marca 1944 (Sosnowiec, ul. Przechodnia 5)[9]
- tablica upamiętniająca śmierć szer. Edwarda Janasa ps. „Kali” (Będzin, mur przy głównej bramie do zespołu pałacowo-parkowego)[10]